# Andy Nyman
Andrew Nyman (nacido el 13 de abril de 1966) es un actor, director, escritor y mago inglés.

## Primeros años y carrera
Nyman nació el 13 de abril de 1966 en Leicester, Leicestershire. Su primera actuación destacada fue en 2000 como Keith Whitehead en Dead Babies, una adaptación de la novela homónima de Martin Amis. Poco después apareció junto a Jon Voight, David Schwimmer y Leelee Sobieski en la película Rebelión en Polonia - Sublevación en el gueto de Jon Avnet, ganadora del premio Emmy en 2001, como un luchador por la libertad polaco-judío.
Su siguiente papel cinematográfico fue en la película de 2003 Coney Island Baby como un traficante de armas francés gay. En 2006 apareció en la comedia de terror Severance, la película biográfica de Herman Brood Wild Romance y la comedia romántica británica Are You Ready for Love?. Ese mismo año Nyman ganó el premio al mejor actor en el Festival de Cine Irlandés y Británico de Cherburgo-Octeville de 2006 por su papel de Colin Frampton en Shut Up and Shoot Me. En 2007, Nyman apareció como uno de los protagonistas de la película de Frank Oz Death at a Funeral, junto a Matthew Macfadyen, Ewen Bremner y Keely Hawes. En 2008, interpretó a Patrick, un sórdido productor de reality shows, en la sátira de terror E4 Dead Set de Charlie Brooker, y apareció en la serie dramática sobrenatural de BBC Four Crooked House.
Nyman interpretó al personaje recurrente Jonty de Wolf en el programa semiimprovisado Campus de Channel 4. En 2013, apareció en Kick-Ass 2, como "El Tumor". Hizo trabajos de doblaje para las series Sarah & Duck y Chuggington, e interpretó a un joven Winston Churchill en el drama de la BBC Peaky Blinders. En 2014, Nyman interpretó el papel de Charles Guiteau en el musical de Stephen Sondheim Assassins en Menier Chocolate Factory, y apareció en la película Automata con Antonio Banderas y Dylan McDermott.
En 2014, Nyman fue una de las 200 figuras públicas que firmaron una carta dirigida a The Guardian oponiéndose a la independencia de Escocia en el período previo al referéndum de septiembre sobre ese tema.

## Trabajo con Derren Brown
Como mago y mentalista consumado, Nyman ha colaborado frecuentemente con el ilusionista psicológico Derren Brown. Es cocreador y coguionista de los programas de televisión Derren Brown – Mind Control y Trick of the Mind. Él y Brown escribieron Russian Roulette, Séance y Messiah, así como tres series de Trick of the Mind. También coescribió y codirigió cuatro de los espectáculos teatrales de Brown, todos los cuales realizaron giras y presentaciones en el West End. Por Something Wicked This Way Comes recibieron el premio Olivier 2006 al mejor entretenimiento.
Su cuarto espectáculo, Enigma, también fue nominado al Premio Olivier 2010, y fue nominado al Premio Lew Grade en los Premios BAFTA 2007 por su trabajo en Derren Brown: The Heist (junto a sus colaboradores Derren Brown, Simon Mills y Ben Caron). Nyman comparte algunos de sus "como se hace" mágicos en el DVD, Insane. Su última colaboración se titula Sacrifice, que se estrenó en marzo de 2015 en el Reino Unido y se estrenó en Netflix en 2018.

## Ghost Stories
Nyman es cocreador de la obra de teatro de terror Ghost Stories. El show se inauguró en el Liverpool Playhouse el 4 de febrero de 2010; de allí se trasladó al Lyric Theatre Hammersmith, antes de trasladarse al Duke of York's Theatre en el West End, inaugurado el 25 de junio de 2010.
Desde entonces ha tocado en Moscú y Toronto, y fue nominado a dos premios Olivier en 2011, Mejor Sonido y Mejor Entretenimiento. Nyman y Jeremy Dyson coescribieron el programa y lo codirigieron junto con Sean Holmes. La obra de teatro Ghost Stories terminó después de 1.000 funciones en el Duke of York's, el 15 de marzo de 2015.
Una adaptación cinematográfica se estrenó en 2017, protagonizada por Nyman, Paul Whitehouse y Martin Freeman.

## Vida personal
Nyman es judío y asistió al campamento de verano Chai.

## Filmografía

### Televisión
- The Bill como varios personajes (1989–1995)
- The Woman in Black como Jackie (1989) (película de televisión)
- Five Children and It como Chico panadero (1991)
- Archer's Goon como Visitante del museo (1992)
- New Voices como Jim (1995)
- EastEnders como Neil Kaplan (1997)
- Rebelión en Polonia - Sublevación en el gueto como Calel Wasser (2001) (película de televisión)
- Chuggington como Chatsworth y Felix (2008)
- Dead Set como Patrick (2008)
- Crooked House como Nicholas Duncalfe (2008)
- Campus como Jonty de Wolfe (2009–2011)
- Olly the Little White Van como Jethro, Royston, Mick, Bertie y otras voces (2011)
- Stargazing Live como Él mismo (2012)
- Sarah & Duck como Bag y Cake (2013)
- Peaky Blinders como Winston Churchill (2013)
- Psychobitches como varios personajes (2014)
- Ballot Monkeys como Gerry Stagg (2015)
- The Eichmann Show como David Landor (2015) (película de televisión)
- Shaun the Sheep: The Farmer's Llamas como Nuts (2015) (especial de televisión)
- Shaun the Sheep como Nuts (2016)
- Hanna como Jacobs (2019)
- Unforgotten como Dean Barton (serie 4; 2021)
- The Capture como Rowan Gill (serie 2; 2022)

### Películas
- Dead Babies como Keith (2000)
- Coney Island Baby como Franko (2003)
- Shut Up and Shoot Me como Colin (2005)
- Severance como Gordon (2006)
- Wild Romance como Leo Leitner (2006)
- Played como Danny (2005)
- Are You Ready for Love? como Barry Schneider (2007)
- Death at a Funeral como Howard (2007)
- The Tournament como Tech Eddie (2009)
- Black Death como Dalywag (2010)
- Glass Man como Martin Pritte (2011)
- Kick-Ass 2 como The Tumor (2013)
- Autómata (2014)
- Shaun the Sheep Movie como Nuts (2015)
- Minions como voces adicionales (2015)
- Despicable Me 3 como Clive (2017)
- Ghost Stories como Profesor Phillip Goodman (2017)
- Star Wars: Episodio VIII - Los últimos Jedi como Jail Guard (2017)
- El pasajero como Tony (2018)
- Judy como Dan (2019)
- A Shaun the Sheep Movie: Farmageddon como Nuts (2019)
- Jungle Cruise como Sir James Hobbs-Cunningham (2021)

### Teatro
- Abigail's Party como Lawrence (2012)[14]
- Assassins como Charles Guiteau (2014-2015)[15]
- Hangmen como Syd (2015-2016)[16]
- El violinista en el tejado como Tevye (2018-2019)
- Hello, Dolly! como Horace Vandergelder (2020-2021)[17]